# Grande Prêmio de Quebec de 2013
A 4.ª edição do Grande Prêmio de Quebec teve  lugar a 13 de setembro de 2013. Trata-se da 25.º prova do UCI World Tour de 2013. A carreira foi vencida durante um sprint em pequeno grupo pelo neerlandés Robert Gesink (Belkin) ante o francês Arthur Vichot (Fdj.fr) e o belga Greg Van Avermaet (BMC Racing).
Gesink, segundo em 2011 e terceiro em 2010, impõe-se numa segunda clássica após a sua vitória no Grande Prêmio de Montreal de 2010. O britânico Christopher Froome (Team Sky) longe do top 10 da carreira conserva no entanto o seu lugar de líder do UCI World Tour.

## Apresentação

### Equipas
O organizador comunicou a lista das equipas convidadas em 17 de junho de 2013. 21 equipas participam neste grande Prêmio ciclista de Quebec - 19 ProTeams, 1 equipa continental profissional e 1 equipa nacional :
| Nome da equipa          | País           | Código |
| ----------------------- | -------------- | ------ |
| AG2R La Mondiale        | França         | ALM    |
| Argos-Shimano           | Países Baixos  | ARG    |
| Astana Pro Team         | Cazaquistão    | AST    |
| Belkin                  | Países Baixos  | BEL    |
| BMC Racing              | Estados Unidos | BMC    |
| Cannondale              | Itália         | CAN    |
| Euskaltel Euskadi       | Espanha        | TIDOS  |
| Fdj.fr                  | França         | FDJ    |
| Garmin-Sharp            | Estados Unidos | GRS    |
| Katusha                 | Rússia         | KAT    |
| Lampre-Merida           | Itália         | LAM    |
| Lotto-Belisol           | Bélgica        | LTB    |
| Movistar                | Espanha        | MOV    |
| Omega Pharma-Quick Step | Bélgica        | OPQ    |
| Orica-GreenEDGE         | Austrália      | OGE    |
| RadioShack-Leopard      | Luxemburgo     | RLT    |
| Saxo-Tinkoff            | Dinamarca      | TST    |
| Team Sky                | Reino Unido    | SKY    |
| Vacansoleil-DCM         | Países Baixos  | VCD    |

| Nome da equipa            | País   | Código |
| ------------------------- | ------ | ------ |
| Europcar                  | França | EUC    |
| Equipa nacional do Canadá | Canadá | CAN    |

### Favoritos
O grande favorito desta edição é o eslovaco Peter Sagan (Cannondale). que terminou já em 2010 no segundo lugar e obteve 21 vitórias nesta temporada. Outros corredores de renome terão grandes ambições, essencialmente os finalizadors tais que os belgas Greg Van Avermaet (BMC Racing) e Jürgen Roelandts (Lotto-Belisol), os franceses Tony Gallopin (RadioShack-Leopard) e Sylvain Chavanel (Omega Pharma-Quick Step), o colega deste último o polaco Michał Kwiatkowski, o suíço Michael Albasini (Orica-GreenEDGE), o alemão John Degenkolb (Argos-Shimano) , o português Rui Costa (Movistar) e o norueguês Lars Petter Nordhaug (Belkin). O canadiano Ryder Hesjedal (Garmin-Sharp) quererá conseguir a sua primeira clássica ante o seu público

## Classificação final
|    | Corredor                | Equipa                  |    | Tempo             | Pontos UCI |
| -- | ----------------------- | ----------------------- | -- | ----------------- | ---------- |
| 1  | Robert Gesink (NED)     | Belkin                  | em | '4 h 58 min 13 se | 80         |
| 2  | Arthur Vichot (FRA)     | Fdj.fr                  | +  | 0 s               | 60         |
| 3  | Greg Van Avermaet (BEL) | BMC Racing              |    | 0 s               | 50         |
| 4  | Fabian Wegmann (GER)    | Garmin-Sharp            |    | 0 s               | 40         |
| 5  | Rui Costa (POR)         | Movistar                |    | 0 s               | 30         |
| 6  | Niki Terpstra (NED)     | Omega Pharma-Quick Step |    | 0 s               | 22         |
| 7  | Tom-Jelte Slagter (NED) | Belkin                  |    | 0 s               | 14         |
| 8  | Matti Breschel (DEN)    | Saxo-Tinkoff            |    | 0 s               | 10         |
| 9  | Simon Geschke (GER)     | Argos-Shimano           |    | 0 s               | 6          |
| 10 | Peter Sagan (SVK)       | Cannondale              |    | 6 s               | 2          |

Melhor escalador:  Tiago Machado (RadioShack-Leopard)
Melhor canadiano:  Ryder Hesjedal (Garmin-Sharp)

## Lista dos participantes
- Lista de saída completa

| Legenda | Legenda                                                                        | Legenda | Legenda                                               |
| ------- | ------------------------------------------------------------------------------ | ------- | ----------------------------------------------------- |
| Num     | Jersey de saída levada pelo corredor neste grande Prêmio ciclista de Quebec    | Pos     | Posição à chegada da carreira                         |
|         | Indica um maillot de campeão nacional ou mundial, seguido da sua especialidade | NP      | Indica um corredor que não tomou a saída da carreira  |
| AB      | Indica um corredor que não terminou a carreira                                 | HD      | Indica um corredor que terminou a etapa fora de tempo |

| Team Sky SKY | Team Sky SKY                 | Team Sky SKY |
| ------------ | ---------------------------- | ------------ |
| Num          | Corredor                     | Pos          |
| 1            | Christopher Froome (GBR)     | 41.º         |
| 2            | Ian Boswell (USA)            | AB           |
| 3            | Joe Dombrowski (USA)         | AB           |
| 4            | Gabriel Rasch (NOR)          | AB           |
| 5            | Danny Pate (USA)             | AB           |
| 6            | Richie Porte (AUS)           | 54.º         |
| 7            | Geraint Thomas (GBR)         | 98.º         |
| 8            | Jonathan Tiernan-Locke (GBR) | 63.º         |

| Cannondale CAN | Cannondale CAN              | Cannondale CAN |
| -------------- | --------------------------- | -------------- |
| Num            | Corredor                    | Pos            |
| 11             | Peter Sagan (SVK) (Estrada) | 10.º           |
| 12             | Damiano Caruso (ITA)        | 57.º           |
| 13             | Alessandro De Marchi (ITA)  | 106.º          |
| 14             | Ted King (USA)              | AB             |
| 15             | Michel Koch (GER)           | AB             |
| 16             | Kristjan Koren (SLO)        | 79.º           |
| 17             | Guillaume Boivin (CAN)      | AB             |
| 18             | Brian Vandborg (DEN)        | AB             |

| Garmin-Sharp GRS | Garmin-Sharp GRS       | Garmin-Sharp GRS |
| ---------------- | ---------------------- | ---------------- |
| Num              | Corredor               | Pos              |
| 21               | Ryder Hesjedal (CAN)   | 39.º             |
| 22               | Thomas Danielson (USA) | AB               |
| 23               | Thomas Dekker (NED)    | AB               |
| 24               |                        |                  |
| 25               | Peter Stetina (USA)    | 46.º             |
| 26               | Andrew Talansky (USA)  | AB               |
| 27               |                        |                  |
| 28               | Fabian Wegmann (GER)   | 4.º              |

| Saxo-Tinkoff TST | Saxo-Tinkoff TST               | Saxo-Tinkoff TST |
| ---------------- | ------------------------------ | ---------------- |
| Num              | Corredor                       | Pos              |
| 31               | Alberto Contador (ESP)         | 52.º             |
| 32               | Matti Breschel (DEN)           | 8.º              |
| 33               | Timothy Duggan (USA)           | AB               |
| 34               | Jesús Hernández Blázquez (ESP) | AB               |
| 35               | Karsten Kroon (NED)            | 94.º             |
| 36               | Sérgio Paulinho (POR)          | 76.º             |
| 37               | Bruno Pires (POR)              | 69.º             |
| 38               | Rory Sutherland (AUS)          | 75.º             |

| Movistar MOV | Movistar MOV                  | Movistar MOV |
| ------------ | ----------------------------- | ------------ |
| Num          | Corredor                      | Pos          |
| 41           | Rui Costa (POR)               | 5.º          |
| 42           | Juan José Cobo (ESP)          | AB           |
| 43           | Jonathan Castroviejo (ESP)    | 18.º         |
| 44           | Jesús Herrada (ESP) (Estrada) | 96.º         |
| 45           |                               |              |
| 46           | Rubén Plaza (ESP)             | AB           |
| 47           | Eloy Teruel (ESP)             | AB           |
| 48           | Francisco Ventoso (ESP)       | AB           |

| Katusha KAT | Katusha KAT                  | Katusha KAT |
| ----------- | ---------------------------- | ----------- |
| Num         | Corredor                     | Pos         |
| 51          | Simon Špilak (SLO)           | 56.º        |
| 52          | Sergey Chernetskiy (RUS)     | 85.º        |
| 53          | Petr Ignatenko (RUS)         | AB          |
| 54          | Alexandr Kolobnev (RUS)      | 22.º        |
| 55          | Viatcheslav Kouznetsov (RUS) | 95.º        |
| 56          | Rüdiger Selig (GER)          | AB          |
| 57          | Alexey Tsatevitch (RUS)      | 67.º        |
| 58          | Eduard Vorganov (RUS)        | AB          |

| Omega Pharma-Quick Step OPQ | Omega Pharma-Quick Step OPQ        | Omega Pharma-Quick Step OPQ |
| --------------------------- | ---------------------------------- | --------------------------- |
| Num                         | Corredor                           | Pos                         |
| 61                          | Sylvain Chavanel (FRA)             | 61.º                        |
| 62                          | Dries Devenyns (BEL)               | 73.º                        |
| 63                          | Michał Kwiatkowski (POL) (Estrada) | AB                          |
| 64                          | Jérôme Pineau (FRA)                | AB                          |
| 65                          | Niki Terpstra (NED)                | 6.º                         |
| 66                          | Matteo Trentin (ITA)               | 36.º                        |
| 67                          | Stijn Vandenbergh (BEL)            | 55.º                        |
| 68                          | Peter Velits (SVK)                 | 30.º                        |

| Astana Pro Team AST | Astana Pro Team AST      | Astana Pro Team AST |
| ------------------- | ------------------------ | ------------------- |
| Num                 | Corredor                 | Pos                 |
| 71                  | Borut Božič (SLO)        | AB                  |
| 72                  | Valerio Agnoli (ITA)     | AB                  |
| 73                  | Fabio Aru (ITA)          | 86.º                |
| 74                  | Fredrik Kessiakoff (SWE) | AB                  |
| 75                  | Enrico Gasparotto (ITA)  | 27.º                |
| 76                  | Francesco Gavazzi (ITA)  | 84.º                |
| 77                  | Alexey Lutsenko (KAZ)    | 17.º                |
| 78                  | Simone Ponzi (ITA)       | 34.º                |

| RadioShack-Leopard RLT | RadioShack-Leopard RLT | RadioShack-Leopard RLT |
| ---------------------- | ---------------------- | ---------------------- |
| Num                    | Corredor               | Pos                    |
| 81                     | Andy Schleck (LUX)     | AB                     |
| 82                     | Jan Bakelants (BEL)    | 15.º                   |
| 83                     | George Bennett (NZL)   | 110.º                  |
| 84                     | Maxime Monfort (BEL)   | 21.º                   |
| 85                     | Tony Gallopin (FRA)    | 38.º                   |
| 86                     | Danilo Hondo (GER)     | AB                     |
| 87                     | Tiago Machado (POR)    | 62.º                   |
| 88                     | Giacomo Nizzolo (ITA)  | AB                     |

| Belkin BEL | Belkin BEL                 | Belkin BEL |
| ---------- | -------------------------- | ---------- |
| Num        | Corredor                   | Pos        |
| 91         | Lars Petter Nordhaug (NOR) | 43.º       |
| 92         | Jack Bobridge (AUS)        | AB         |
| 93         | Robert Gesink (NED)        | 1.º        |
| 94         | Marc Goos (NED)            | 82.º       |
| 95         | Moreno Hofland (NED)       | 112.º      |
| 96         | Steven Kruijswijk (NED)    | 77.º       |
| 97         | Paul Martens (GER)         | 14.º       |
| 98         | Tom-Jelte Slagter (NED)    | 7.º        |

| AG2R La Mondiale ALM | AG2R La Mondiale ALM         | AG2R La Mondiale ALM |
| -------------------- | ---------------------------- | -------------------- |
| Num                  | Corredor                     | Pos                  |
| 101                  | Christophe Riblon (FRA)      | 11.º                 |
| 102                  | Romain Bardet (FRA)          | 107.º                |
| 103                  | Jean-Christophe Péraud (FRA) | AB                   |
| 104                  | Hubert Dupont (FRA)          | 87.º                 |
| 105                  | Hugo Houle (CAN)             | AB                   |
| 106                  | Blel Kadri (FRA)             | 68.º                 |
| 107                  | Julian Kern (GER)            | 89.º                 |
| 108                  | Sébastien Minard (FRA)       | AB                   |

| BMC Racing BMC | BMC Racing BMC           | BMC Racing BMC |
| -------------- | ------------------------ | -------------- |
| Num            | Corredor                 | Pos            |
| 111            | Cadel Evans (AUS)        | 12.º           |
| 112            | Brent Bookwalter (USA)   | 26.º           |
| 113            | Marcus Burghardt (GER)   | 58.º           |
| 114            | Amaël Moinard (FRA)      | 72.º           |
| 115            | Steve Morabito (SUI)     | AB             |
| 116            | Daniel Oss (ITA)         | AB             |
| 117            | Greg Van Avermaet (BEL)  | 3.º            |
| 118            | Tejay van Garderen (USA) | 97.º           |

| Orica-GreenEDGE OGE | Orica-GreenEDGE OGE           | Orica-GreenEDGE OGE |
| ------------------- | ----------------------------- | ------------------- |
| Num                 | Corredor                      | Pos                 |
| 121                 | Michael Albasini (SUI)        | 90.º                |
| 122                 | Fumiyuki Beppu (JPN)          | 24.º                |
| 123                 | Matthew Goss (AUS)            | AB                  |
| 124                 | Tomas Vaitkus (LTU) (Estrada) | AB                  |
| 125                 | Sebastian Langeveld (NED)     | 66.º                |
| 126                 | Cameron Meyer (AUS)           | 99.º                |
| 127                 | Pieter Weening (NED)          | 29.º                |
| 128                 |                               |                     |

| Lampre-Merida LAM | Lampre-Merida LAM         | Lampre-Merida LAM |
| ----------------- | ------------------------- | ----------------- |
| Num               | Corredor                  | Pos               |
| 131               | Damiano Cunego (ITA)      | 53.º              |
| 132               | Davide Cimolai (ITA)      | 101.º             |
| 133               | Kristijan Đurasek (CRO)   | 42.º              |
| 134               | Elia Favilli (ITA)        | 93.º              |
| 135               | Adriano Malori (ITA)      | AB                |
| 136               | Daniele Pietropolli (ITA) | 92.º              |
| 137               | Filippo Pozzato (ITA)     | 35.º              |
| 138               | Jan Polanc (SLO)          | AB                |

| Euskaltel Euskadi TIDO | Euskaltel Euskadi TIDO      | Euskaltel Euskadi TIDO |
| ---------------------- | --------------------------- | ---------------------- |
| Num                    | Corredor                    | Pos                    |
| 141                    | Romain Sicard (FRA)         | 31.º                   |
| 142                    | Peio Bilbao (ESP)           | AB                     |
| 143                    | Ricardo García Ambroa (ESP) | 45.º                   |
| 144                    | Gorka Izagirre (ESP)        | 71.º                   |
| 145                    | Ion Izagirre (ESP)          | 32.º                   |
| 146                    | Miguel Mínguez (ESP)        | 33.º                   |
| 147                    | Rubén Pérez (ESP)           | AB                     |
| 148                    | Adrián Sáez (ESP)           | 44.º                   |

| Argos-Shimano ARG | Argos-Shimano ARG         | Argos-Shimano ARG |
| ----------------- | ------------------------- | ----------------- |
| Num               | Corredor                  | Pos               |
| 151               | François Parisiense (CAN) | 91.º              |
| 152               | Thomas Damuseau (FRA)     | 88.º              |
| 153               | William Clarke (AUS)      | 111.º             |
| 154               | John Degenkolb (GER)      | 48.º              |
| 155               | Simon Geschke (GER)       | 9.º               |
| 156               | Patrick Gretsch (GER)     | 80.º              |
| 157               | Tobias Ludvigsson (SWE)   | 109.º             |
| 158               | Luka Mezgec (SLO)         | 100.º             |

| Fdj.fr FDJ | Fdj.fr FDJ              | Fdj.fr FDJ |
| ---------- | ----------------------- | ---------- |
| Num        | Corredor                | Pos        |
| 161        | Pierrick Fédrigo (FRA)  | 70.º       |
| 162        | Mickaël Delage (FRA)    | 102.º      |
| 163        | Arnold Jeannesson (FRA) | AB         |
| 164        | Yoann Offredo (FRA)     | 23.º       |
| 165        | Laurent Pichon (FRA)    | 13.º       |
| 166        | Dominique Rollin (CAN)  | 60.º       |
| 167        | Benoît Vaugrenard (FRA) | 16.º       |
| 168        | Arthur Vichot (FRA)     | 2.º        |

| Lotto-Belisol LTB | Lotto-Belisol LTB      | Lotto-Belisol LTB |
| ----------------- | ---------------------- | ----------------- |
| Num               | Corredor               | Pos               |
| 171               | Jürgen Roelandts (BEL) | 28.º              |
| 172               | Dirk Bellemakers (NED) | 59.º              |
| 173               | Olivier Kaisen (BEL)   | AB                |
| 174               | Sander Cordeel (BEL)   | AB                |
| 175               | Jens Debusschere (BEL) | 104.º             |
| 176               | Gert Dockx (BEL)       | 105.º             |
| 177               | Tim Wellens (BEL)      | 51.º              |
| 178               | Maarten Neyens (BEL)   | AB                |

| Vacansoleil-DCM VCD | Vacansoleil-DCM VCD      | Vacansoleil-DCM VCD |
| ------------------- | ------------------------ | ------------------- |
| Num                 | Corredor                 | Pos                 |
| 181                 | Björn Leukemans (BEL)    | 20.º                |
| 182                 | Wesley Kreder (NED)      | 108.º               |
| 183                 | Sergueï Lagoutine (UZB)  | 25.º                |
| 184                 | Maurits Lammertink (NED) | 64.º                |
| 185                 | Bert-Jan Lindeman (NED)  | 83.º                |
| 186                 | Marco Marcato (ITA)      | 50.º                |
| 187                 | Mirko Selvaggi (ITA)     | 78.º                |
| 188                 | Danny van Poppel (NED)   | AB                  |

| Europcar EUC | Europcar EUC                    | Europcar EUC |
| ------------ | ------------------------------- | ------------ |
| Num          | Corredor                        | Pos          |
| 191          | David Veilleux (CAN)            | AB           |
| 192          | Yukiya Arashiro (JPN) (Estrada) | AB           |
| 193          | Bryan Coquard (FRA)             | 19.º         |
| 194          | Cyril Gautier (FRA)             | 47.º         |
| 195          | Tony Hurel (FRA)                | 103.º        |
| 196          | Kévin Réza (FRA)                | 37.º         |
| 197          | Björn Thurau (GER)              | 49.º         |
| 198          | Angélo Tulik (FRA)              | AB           |

| Equipa nacional do Canadá CAN | Equipa nacional do Canadá CAN | Equipa nacional do Canadá CAN |
| ----------------------------- | ----------------------------- | ----------------------------- |
| Num                           | Corredor                      | Pos                           |
| 201                           | Bruno Langlois (CAN)          | 65.º                          |
| 202                           | Ryan Anderson (CAN)           | 40.º                          |
| 203                           | Zachary Bell (CAN) (Estrada)  | AB                            |
| 204                           | Rob Britton (CAN)             | AB                            |
| 205                           | Marsh Cooper (CAN)            | AB                            |
| 206                           | Antoine Duchesne (CAN)        | 81.º                          |
| 207                           | Nic Hamilton (CAN)            | AB                            |
| 208                           | Ryan Roth (CAN)               | 74.º                          |